# Tony Forsberg
Tony Forsberg, född 13 augusti 1933, är en svensk fotograf. Han har också arbetat under pseudonymen Anthon Berg.
Forsberg arbetade som filmfotograf vid Europafilm 1954-1965.

## Filmografi (urval)
- 1961 – Ljuvlig är sommarnatten
- 1963 – En söndag i september
- 1964 – Drömpojken
- 1966 – Träfracken
- 1969 – Mej och dej
- 1970 – Champagne Rose är död
- 1971 – Dagmars heta trosor
- 1971 – Exponerad
- 1972 – Kärlek - så gör vi. Brev till Inge och Sten
- 1974 – Flossie
- 1974 – Sams
- 1975 – Justine och Juliette
- 1975 – Champagnegalopp
- 1975 – Vem var Dracula?
- 1977 – Victor Frankenstein
- 1977 – Paradistorg
- 1978 – Mannen i skuggan
- 1978 – Picassos äventyr
- 1979 – Linus eller Tegelhusets hemlighet
- 1980 – Flygnivå 450
- 1981 – Jag rodnar
- 1981 – Ondskans värdshus
- 1984 – Dirty Story
- 1984 – Korpen flyger
- 1987 – Malacca
- 1990 – Tåg till himlen
- 1991 – Den vite vikingen
- 1992 – Söndagsbarn
- 1994 – Polis polis potatismos